# Підгорецький Борис Володимирович
Бори́с Володи́мирович Підгоре́цький (6 квітня 1873, Лубни — 19 лютого 1919, Москва) — український етнограф, композитор, музичний критик, педагог.

## Життєпис
Закінчив 1895 року музичний інститут у Варшаві. Організував в Лубнах хор, проводив концерти, брав участь в аматорських виставах; запрошував письменницю Любов Яновську для влаштування спектаклю на користь Товариства допомоги сільським учителькам й учителям. Мав добрі стосунки з етнографами К. П. Бочкарьовим та Василем П. Милорадовичем, що на той час проживали в Лубнах.
В Москві вчився по композиції у Олександра Ільїнського.
Щозими жив у Москві, де, викладаючи в Народній консерваторії хорове диригування, був постійним музичним критиком газети «Голос Москви»; із початком літа приїздив в Лубни.
Вереснем 1902 року почав працювати викладачем в московському початковому чоловічому міському училищі, з 1904 — у московській жіночій гімназії, викладав співи.
Докладав зусиль до організації безплатних лекцій-концертів, заходи здебільшого відбувалися в Народних домах — призначених для робітників і ремісників, у сільських місцевостях — для селян. 
1903 та 1912 року брав участь в експедиціях Музично-етнографічної комісії, разом з Є. Е. Линьовою, Олександром Масловим, Миколою Янчуком.
1910 року в Москві був заснований музично-драматичний гурток «Кобзар». Робота Підгорецького в ньому полягала у пропаганді української народної пісні серед учнівської молоді.
Як етнограф Підгорецький відстоював науковий підхід у вивченні фольклору — наполягав на точності запису.
За дорученням Музично-етнографічної комісії записав від українських селян близько 120 хорових пісень, у тому числі цикл обрядових величальних пісень.
Підготував до друку збірку народних пісень «Золоті колоски» для дітей початкових та середніх класів — разом з О. Л. Масловим, 1913.
З 1915 року викладав хоровий спів в Московській народній консерваторії.
В 1918—1919 роках працював музичним критиком в газеті «Известия ВЦИК»; досліджував творчість Павла Сениці.

## Творчість
Написав дві опери — «Купальна іскра», поставлена 1901 року в Києві, «Бідна Ліза» — 1916, понад 100 романсів — на слова Дж. Байрона, Г.Гейне, М.Некрасова, О.Пушкіна, І.Франка, Т.Шевченка, фортеп'янні твори, хори.

## Родина
Його праправнук Володимир Підгорецький (Соколов) живе й працює в Лос-Анжелесі, створювана ним музика звучить й в голлівудських кінофільмах.